# Amador (nombre)
Amador es un nombre de origen latino. Su significado es 'el que ama'. 

## Santoral
- 1 de mayo: San Amador de Auxerre, obispo de Auxerre (†418).
- 5 de mayo: San Amador de Tucci, martirizado en Córdoba el 30 de abril de 855.

## Variantes
- Amato* Femenino: Amadora.

### Variantes en otros idiomas
| Variantes en otras lenguas | Variantes en otras lenguas |
| -------------------------- | -------------------------- |
| Español                    | Amador                     |
| Alemán                     | Amator                     |
| Asturiano                  | Amador                     |
| Catalán                    | Amador                     |
| Checo                      | Amátor                     |
| Danés                      | Amator                     |
| Euskera                    | Amator                     |
| Finlandés                  | Amator                     |
| Francés                    | Amadour                    |
| Gallego                    | Amador                     |
| Holandés                   | Amator                     |
| Inglés                     | Amator                     |
| Italiano                   | Amatore                    |
| Noruego                    | Amator                     |
| Portugués                  | Amador                     |
| Sueco                      | Amator                     |